# Leonard Archbutt
Leonard Archbutt, né le 2 avril 1858 à Ovington Square (Londres) et mort le 28 avril 1935 à Bournemouth, est un chimiste britannique.

## Biographie
Fils d'un homme de loi, Samuel Archbutt, il est éduqué dans des établissements privés. En 1881, il entre au service du Midland Railway dont il sera chimiste en chef jusqu'en 1923.
Archbutt devient le spécialiste de la chimie ferroviaire. Président de la Society of Public Analysts (1912-1913), il est le premier à ne pas être un chimiste analyste à occuper ce poste.